# استپان پطروسیان
استپان گریگوری پطروسیان (ارمنی: Ստեփան Գրիգորի Պետրոսյան؛ زادهٔ ۱۷ ژوئیهٔ ۱۹۵۱) فیزیک‌دان و استاد دکترای فیزیک اهل ارمنستان است.

## زندگی‌نامه
وی در ۱۷ ژوئیه ۱۹۵۱ در داوتاشن، شهرستان تالین به دنیا آمد و از دانشکده فیزیک دانشگاه دولتی ایروان فارغ‌التحصیل گشت. وی برنده جوایزی همچون مدال موسس خورناتسی است.